# Chiến Quốc Thất hùng

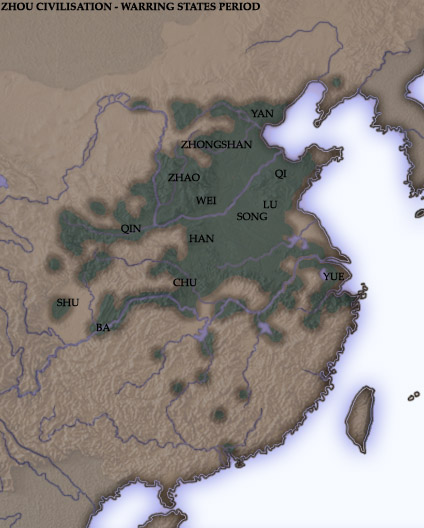
Bản đồ thời Chiến Quốc, cùng thời đó ở Trung Quốc cũng tồn tại nhiều nước khác nhưng chỉ có bảy nước là mạnh và nổi bật nhất

Chiến Quốc Thất Hùng (chữ Hán phồn thể: 戰國七雄; chữ Hán giản thể: 战国七雄) là thuật ngữ để chỉ 7 nước lớn chủ đạo thời Chiến Quốc, vốn là chư hầu của nhà Chu, lớn mạnh lên sau khi tiêu diệt các chư hầu khác khi nhà Chu bước vào thời kỳ suy yếu.
- Hàn (韓; Han).
- Ngụy (魏; Wei).
- Sở (楚; Chu).
- Tần (秦; Qin).
- Tề (齊; Qi).
- Triệu (趙; Zhao).
- Yên (燕; Yan).

Kết thúc giai đoạn Chiến Quốc, chiến thắng đã thuộc về nước Tần do Tần Thủy Hoàng trị vì. Chính ông đã lập nên đế chế đầu tiên trong lịch sử Trung Quốc, là một nước Trung Hoa thống nhất. Có lẽ tên gọi Trung Quốc đã xuất hiện từ thời nhà Tần, gốc từ chữ Ch'in chỉ nước Tần (nay theo pinyin là Qin). Và đế hiệu "Hoàng Đế" cũng bắt đầu từ triều đại của vị vua này trở về sau.